# Wydział Geodezji i Kartografii Politechniki Warszawskiej
Wydział Geodezji i Kartografii (WGiK, GiK) – wydział Politechniki Warszawskiej. Geodezyjna akademicka placówka naukowo-dydaktyczna, obok Politechniki Gdańskiej i Politechniki Wrocławskiej jedna z najstarszych w Polsce – Wydział Mierniczy rozpoczął samodzielną działalność w Politechnice Warszawskiej z dniem 1 września 1921 roku.

## Charakterystyka
Obecnie Wydział Geodezji i Kartografii jest jedynym wydziałem w Polsce obejmującym pełną problematykę dyscypliny naukowej geodezja i kartografia, a nowoczesna aparatura i treści nauczania przedmiotów są porównywalne z najlepszymi wydziałami geodezyjnymi w Europie.
Wydział Geodezji i Kartografii prowadzi badania naukowe w całym obszarze tematycznym dyscypliny naukowej geodezja i kartografia. Badania te stanowią podstawę rozwoju kadry naukowo-dydaktycznej Wydziału, a ich wyniki wnoszą wkład do rozwoju ww. dyscypliny. Wyniki te tworzą ponadto dynamicznie uaktualnianą bazę wiedzy niezbędną, wraz z wiedzą pozyskiwaną ze śledzenia literatury fachowej zagranicznej i krajowej, do poprawnej realizacji procesu kształcenia.

## Władze Wydziału kadencji 2024–2028[1]
- Dziekan Wydziału – dr hab. inż. Janusz Walo, prof. Uczelni

- Prodziekan ds. nauki – dr hab. inż. Katarzyna Osińska-Skotak, prof. Uczelni
- Prodziekan ds. rozwoju i współpracy z gospodarką – dr hab. inż. Dariusz Gotlib, prof. Uczelni
- Prodziekan ds. studiów – dr inż. Tomasz Budzyński
- Prodziekan ds. studenckich i współpracy międzynarodowej – dr inż. Katarzyna Rędzińska (od listopada 2024 r., zastąpiła dr. hab. inż. Krzysztofa Bakułę, prof. Uczelni)

## Poprzednie kolegia dziekańskie

### Kadencja 2020–2024[2]
- Dziekan Wydziału – dr hab. inż. Janusz Walo, prof. Uczelni
- Prodziekan ds. organizacji i nauki – dr hab. inż. Katarzyna Osińska-Skotak, prof. Uczelni
- Prodziekan ds. rozwoju i współpracy z gospodarką – dr hab. inż. Dariusz Gotlib, prof. Uczelni
- Prodziekan ds. studiów – dr inż. Tomasz Budzyński (od 1 lipca 2021 r., zastąpił dr hab. inż. Annę Bielską, prof. Uczelni)
- Prodziekan ds. studenckich i współpracy międzynarodowej – dr inż. Krzysztof Bakuła

### Kadencja 2016–2020[3]
- Dziekan Wydziału – prof. dr hab. Alina Maciejewska

- Prodziekan ds. nauki – dr hab. inż. Dorota Zawieska
- Prodziekan ds. studiów – dr hab inż. Jerzy Chmiel
- Prodziekan ds. ogólnych – dr hab. Paweł Bylina, prof. PW
- Prodziekan ds. studenckich – dr hab inż. Andrzej Pachuta

### Kadencja 2012–2016[4]
- Dziekan Wydziału – prof. dr hab. Alina Maciejewska

- Prodziekan ds. nauki i rozwoju – dr hab. inż. Dariusz Gotlib
- Prodziekan ds. nauczania – dr inż. Janusz Walo
- Prodziekan ds. studiów niestacjonarnych – dr hab. Paweł Bylina, prof. PW
- Prodziekan ds. studenckich – dr inż. Andrzej Pachuta

### Kadencja 2008–2012[5]
- Dziekan Wydziału – prof. dr hab. inż. Witold Prószyński

- Prodziekan ds. nauki – dr hab. inż. Jerzy Balcerzak
- Prodziekan ds. nauczania – dr inż. Jerzy Chmiel
- Prodziekan ds. ogólnych – dr inż. Józef Iwanicki
- Prodziekan ds. studenckich – dr inż. Janusz Walo

### Kadencja 2005–2008[6]
- Dziekan Wydziału – prof. nzw. dr hab. inż. Krystyna Czarnecka (od 2006 r.)
- Dziekan Wydziału – prof. dr hab. inż. Kazimierz Czarnecki (do 2006 r.)

- Prodziekan ds. nauki – prof. dr hab. inż. Marcin Barlik (w 2006 r. p.o. dziekana)
- Prodziekan ds. nauczania – dr inż. Katarzyna Sobolewska-Mikulska
- Prodziekan ds. studiów zaocznych – dr inż. Jerzy Chmiel
- Prodziekan ds. studenckich – dr inż. Andrzej Pachuta

### Kadencja 2002–2005[6]
- Dziekan Wydziału – prof. dr hab. inż. Witold Prószyński

- Prodziekan ds. naukowych – prof. dr hab. inż. Marcin Barlik (w 2006 r. p.o. dziekana)
- Prodziekan ds. nauczania – prof. dr hab. inż. Aleksandra Bujakiewicz
- Prodziekan ds. studiów zaocznych – dr inż. Zenon A. Kaczyński
- Prodziekan ds. studenckich – dr inż. Andrzej Pachuta

### Kadencja 1999–2002[7]
- Dziekan Wydziału – prof. dr hab. inż. Piotr Skłodowski

- Prodziekan ds. naukowych – prof. dr hab. inż. Witold Prószyński
- Prodziekan ds. nauczania – prof. dr hab. inż. Jerzy Rogowski
- Prodziekan ds. studiów zaocznych – dr inż. Zenon A. Kaczyński
- Prodziekan ds. studenckich – dr inż. Józef Iwanicki

### Kadencja 1996–1999[8]
- Dziekan Wydziału – prof. dr hab. inż. Piotr Skłodowski

- Prodziekan ds. nauki – prof. dr hab. inż. Witold Prószyński
- Prodziekan ds. nauczania – prof. dr hab. inż. Jerzy Rogowski
- Prodziekan ds. studenckich – dr inż. Józef Iwanicki

### Kadencja 1993–1996[8]
- Dziekan Wydziału – prof. dr hab. inż. Stanisław Białousz

- Prodziekan ds. nauczania – prof. dr hab. inż. Piotr Skłodowski
- Prodziekan ds. naukowych – prof. dr hab. inż. Marcin Barlik
- Prodziekan ds. studenckich – prof. dr hab. inż. Aleksander Skórczyński

### Kadencja 1990–1993[8]
- Dziekan Wydziału – prof. dr hab. inż. Stanisław Białousz

- Prodziekan ds. nauczania – prof. dr hab. inż. Kazimierz Czarnecki
- Prodziekan ds. naukowych – prof. dr hab. inż. Marcin Barlik
- Prodziekan ds. studenckich – prof. dr hab. inż. Aleksander Skórczyński

## Struktura organizacyjna[9]
- Zakład Geodezji i Astronomii Geodezyjnej
- Zakład Gospodarki Przestrzennej i Nauk o Środowisku Przyrodniczym
- Zakład Geodezji Inżynieryjnej i Systemów Pomiarowych
- Zakład Fotogrametrii, Teledetekcji i Systemów Informacji Przestrzennej
- Zakład Kartografii
- Zakład Katastru i Gospodarki Nieruchomościami
- Obserwatorium Astronomiczno-Geodezyjne w Józefosławiu

## Kierunki studiów
- Geodezja i Kartografia
  - Specjalności
    - Geodezja i Nawigacja Satelitarna
    - Geodezja Inżynieryjno-Przemysłowa
    - Fotogrametria i Teledetekcja
    - Kataster I Gospodarka Nieruchomościami
    - Kartografia i Systemy Informacji Geograficznej
    - Systemy Informacji Przestrzennej
    - Mobile Mapping and Navigation Systems - ENG
- Gospodarka Przestrzenna
  - Specjalności
    - Urbanistyka w planowaniu przestrzennym
    - Środowiskowe uwarunkowania gospodarowania przestrzenią
- Geoinformatyka

## Działalność studencka na wydziale
W ramach Wydziału działa Stowarzyszenie Studentów Wydziału Geodezji i Kartografii „Geoida”, organizująca wszelkiego rodzaju konferencje, wystawy, spotkania dyskusyjne, oraz imprezy kulturalne o charakterze geodezyjnym.
Ofertą dla przyszłych planistów przestrzennych jest Koło Naukowe Gospodarki Przestrzennej, które swoją działalność skupia wokół urbanistyki, technologii GIS i nauk o środowisku. Podczas roku akademickiego realizowane są projekty naukowe, granty badawcze, konferencje i wiele innych aktywności studenckich.